# Ламсдорф, Григорий Павлович
Григорий Павлович фон Ламсдорф (19.02.1910 — 18. 03. 2004) — писатель-эмигрант, командир гвардейского батальона Русской освободительной армии (РОА).

## Биография
Родился в Санкт-Петербурге, в семье потомственных дворян, отец — граф Павел Константинович Ламздорф, был секретарем Сената, мать Наталья Николаевна Хвостова, дочь сенатора Н.А. Хвостова. После революции 1917 года Григорий Павлович был вывезен семьей в Кисловодск. В январе 1920 года семья Ламздорфов покинула Россию отправившись на пароходе из Новороссийска. Григорий Павлович оказался сначала в Константинополе, затем переехал в Салоники, затем в Белград — столицу Королевства сербов, хорватов и словенцев. В 1928 году переехал во Францию в Париж. Во Франции получил инженерное образование, работал по профессии, писал фельетоны для газеты «Возрождение», был вольнослушателем Зарубежных Высших военно-научных курсы систематического дела генерал-лейтенанта Н. Н. Головина. 
После начала гражданской войны в Испании решил принять активное участие в ней на стороне испанских националистов. Вступил в армию генерала Франко. За участие в боевых действиях был произведен в капралы, сержанты, а после окончания курсов — в младшие лейтенанты. Был награжден тремя испанскими орденами. После победоносного окончания войны в 1939 г. вернулся в Париж. 
После вступления Франции во Вторую мировую войну был призван во французскую армию. В ходе военных действий 1939—1940 гг. был награждён Французским военным крестом. В ходе скоротечной войны Франция была разгромлена. Был демобилизован из Французской армии (уже времён Петэна) осенью 1940 г. После знакомства с книгой бывшего секретаря И. В. Сталина Бориса Бажанова (в которой задевался вопрос создания Русской Народной Армии на стороне Финской армии в годы советско-финской войны 1939—1940) проникся идей формирования военизированных формирований из советских военнопленных под командованием белоэмигрантов. После нападения Германии на Советский Союз поступил на службу в качестве переводчика в штаб командующего войсками охраны тыла группы армий «Центр» генерала Шенкендорфа. В 1942 был откомандирован в Осинторф и принял участие в формировании Русской Национальной народной армии (РННА) из числа советских военнопленных. В 1943 г. вошел в состав организационного ядра по формированию Гвардейской ударной бригады Русской освободительной армии (РОА). С начала марта 1945 г. — начальник штаба 714-го полка 599-й пехотной бригады в Дании. Майор РОА. После окончания войны ему удалось перебраться во французскую зону оккупации, позже он попал во французский концлагерь для нежелательных элементов откуда его вызволил американец русского происхождения - Владимир Сергеевич Хлебников, офицер американской разведки. Хлебников затребовал Ламсдорфа, как полезного американцам «агента» против Советов и в 1947 Ламсдорф перебрался  в Мюнхен в американскую зону оккупации. Позже вернулся в Испанию.

## Семья
Жена (с 1936) — Нина Андреевна Броун, дочь Андрея Генриховича Броуна.